# Yasuhisa Yamamura
Yasuhisa Yamamura (japanisch 山村 康久 Yamamura Yasuhisa; * 10. Dezember 1964 in der Präfektur Hyōgo) ist ein japanischer Computerspieledesigner, der bei dem Konsolen- und Spieleproduzenten Nintendo arbeitet. Er nahm als Leveldesigner an der Entwicklung verschiedener Spiele der Serien The Legend of Zelda und Super Mario teil. Im Gespräch über seine Arbeit an dem Action-Adventure The Legend of Zelda: Link’s Awakening präzisierte er den Entwurf von Routen, die Platzierung von Gegnern und die Erstellung von Spielumgebungen als sein Werk. Yamamuras Leveldesign-Philosophie berücksichtigt, dass erfahrene Spieler einzelne Areale durch Abkürzungen überspringen können, wobei er die Wichtigkeit der Weglassung und seiner Auswirkungen hervorhob. Als regelmäßiger Spielhallenbesucher sammelt er gebrauchte Leiterplatten. Er ist auch unter dem Spitznamen „Yamahem“ bzw. „Yamahen“ (やまへむ Yamahemu) bekannt. 2006 wurde seine Arbeit am Karten- und Leveldesign von New Super Mario Bros. für den National Academy of Video Game Trade Reviewers Award in der Kategorie „Game-Design“ nominiert. Die Figur der Taube Yamamura, die ihr Debüt im Jump ’n’ Run Super Mario Maker hatte, wurde nach Yasuhisa Yamamura benannt.

## Werke
| Spiel                                      | Jahr | Konsole                       | Rolle                        |
| ------------------------------------------ | ---- | ----------------------------- | ---------------------------- |
| Soccer                                     | 1985 | Nintendo Entertainment System | –                            |
| Zelda II: The Adventure of Link            | 1987 | Nintendo Entertainment System | Regisseur (als „Yamahen“)    |
| Yume Kōjō: Doki Doki Panic                 | 1987 | Famicom Disk System           | Kursdesigner (als „Yamahem“) |
| Super Mario Bros. 2                        | 1988 | Nintendo Entertainment System | Kursdesigner                 |
| The Legend of Zelda: A Link to the Past    | 1991 | Super Nintendo                | Regieassistenz               |
| The Legend of Zelda: Link’s Awakening      | 1993 | Game Boy                      | Verliesdesigner              |
| Super Mario World 2: Yoshi’s Island        | 1995 | Super Nintendo                | Kursdesigner                 |
| Super Mario 64                             | 1996 | Nintendo 64                   | Leitung Kurse                |
| Star Fox 64                                | 1997 | Nintendo 64                   | Kursdesigner                 |
| Super Mario World: Super Mario Advance 2   | 2001 | Game Boy Advance              | Leitung Karten               |
| Yoshi’s Island: Super Mario Advance 3      | 2002 | Game Boy Advance              | Leitung Karten               |
| Super Mario Advance 4: Super Mario Bros. 3 | 2003 | Game Boy Advance              | Leitung Karten               |
| Yoshi Touch & Go                           | 2005 | Nintendo DS                   | Karten- und Leveldesigner    |
| Yoshi’s Island DS                          | 2006 | Nintendo DS                   | Aufsicht                     |
| New Super Mario Bros.                      | 2006 | Nintendo DS                   | Karten- und Leveldesigner    |
| New Super Mario Bros. Wii                  | 2009 | Wii                           | Karten- und Leveldesigner    |
| New Super Mario Bros. U                    | 2012 | Wii U                         | Leveldesigner                |
| New Super Luigi U                          | 2013 | Wii U                         | Leveldesigner                |
| The Legend of Zelda: A Link Between Worlds | 2013 | Nintendo 3DS                  | Feldplaner                   |
| Super Mario Maker                          | 2015 | Wii U                         | Artbook-Designer             |
| Super Mario Maker for Nintendo 3DS         | 2016 | Nintendo 3DS                  | Leitender Leveldesigner      |
| Super Mario Maker 2                        | 2019 | Nintendo Switch               | Spieldesigner                |